# Ace Drummond

Ace Drummond est un comic strip d'aviation américain dessiné par Clayton Knight sur un scénario d'Eddie Rickenbacker et diffusé par King Features Syndicate de février 1935 à juillet 1939. À son pic de popularité, il paraissait dans 135 journaux. En 1936, un serial en quinze épisodes du même nom a été projeté dans les cinémas américains.